# Revertuncaria spathula
Revertuncaria spathula är en fjärilsart som beskrevs av Józef Razowski 1986. Revertuncaria spathula ingår i släktet Revertuncaria och familjen vecklare. Inga underarter finns listade i Catalogue of Life.